# Mordechaj Bibi
Mordechaj Bibi (hebrejsky מרדכי ביבי‎, 1. července 1922 – 5. února 2023) byl izraelský politik a poslanec Knesetu za strany Achdut ha-avoda – Po'alej Cijon, Ma'arach, Izraelská strana práce a opět Ma'arach.

## Biografie
Narodil se v Bagdádu v Iráku. V roce 1945 přesídlil do dnešního Izraele. Studoval střední školu v Bagdádu a právo na Telavivské univerzitě, získal osvědčení pro výkon profese právníka.

## Politická dráha
V letech 1942–1945 patřil mezi zakladatele ilegálních sionistických organizací v Iráku. V letech 1944–1945 a pak v letech 1949–1950 koordinoval imigraci iráckých Židů. Od roku 1946 byl členem strany Achdut ha-avoda a v roce 1958 se stal členem ústředního výboru a sekretariátu této strany.
V izraelském parlamentu zasedl poprvé po volbách v roce 1959, do nichž šel za Achdut ha-avoda, respektive za poslaneckou frakci Achdut ha-avoda – Po'alej Cijon. Byl členem výboru pro veřejné služby, výboru pro záležitosti vnitra a výboru práce. Za stejnou formaci uspěl i ve volbách v roce 1961. Stal se členem výboru pro záležitosti vnitra, výboru pro ekonomické záležitosti, výboru práce, výboru pro veřejné služby a výboru pro jmenování islámských soudců. Opětovně byl zvolen ve volbách v roce 1965, tentokrát za stranu Ma'arach. V průběhu funkčního období dočasně přešel do poslaneckého klubu Izraelské strany práce, aby se nakonec vrátil do Ma'arach. Nastoupil do parlamentního výboru pro záležitosti vnitra, finančního výboru, výboru pro ústavu, právo a spravedlnost a výboru pro jmenování islámských soudců. Za Ma'arach získal poslanecký mandát i ve volbách v roce 1969. Stal se členem výboru pro Kneset, výboru pro jmenování islámských soudců a výboru pro ústavu, právo a spravedlnost. Předsedal podvýboru pro zákony a zároveň zastával post místopředsedy Knesetu. Ve volbách v roce 1973 mandát neobhájil.